# CONFLICT 〜最大の抗争〜
『CONFLICT 〜最大の抗争〜』（コンフリクト 〜さいだいのこうそう〜）は、オールイン エンタテインメント20周年記念作品として2016年に劇場公開された小沢仁志主演の日本の映画、および、その続編のオリジナルビデオ。映画『CONFLICT 〜最大の抗争〜』は『CONFLICT 〜最大の抗争〜 第一章 勃発編』『CONFLICT 〜最大の抗争〜 第二章 終結編』としてDVD化された。八章までリリースされ、その後、外伝として的場浩司俳優生活30周年記念作品『CONFLICT 〜最大の抗争〜 外伝 織田征仁』が2巻リリースされている。また、2020年から的場浩司主演オリジナルビデオ『織田同志会 織田征仁』が製作、発売されている。

## ストーリー
日本最大のヤクザ組織天道会の舎弟頭兵頭組組長兵頭護（渡辺裕之）がトラれた。ヤクザ、マフィア、半グレ、政治家、警察を巻き込んだ一大抗争が始まった。

## 映画版

### キャスト
映画『CONFLICT 〜最大の抗争〜』は第一章と第二章としてDVD化。第三章からはオリジナルビデオとしてDVD発売。
五代目天道会
- 天道会五代目会長 勝重正嗣：白竜（1・2）
- 天道会若頭 鷲尾組組長 鷲尾一馬：小沢仁志（1・2）
- 天道会舎弟頭 兵頭組組長 兵頭護：渡辺裕之（1）
- 天道会総本部長 大谷組組長 大谷幸三：菅田俊（1・2）
- 天道会若頭補佐 伊達組組長 伊達宗継：中野英雄（1・2）
- 天道会若頭補佐 織田組組長 織田征治：的場浩司（1・2）
- 天道会鷲尾組若頭 沖田組組長 沖田正平：本宮泰風（1・2）
- 天道会鷲尾組若頭補佐 倉田鉄也（→酒屋→大東亜団）：山口祥行（1・2）
- 天道会鷲尾組本部長 遠藤組組長 遠藤亘：元木大介（1・2）
- 天道会兵頭組若頭補佐 田所修二：白石朋也（1・2）
- 天道会伊達組若頭 島本健吾：曽根悠多（1・2）
- 天道会織田組若頭 前川雅人：河合寛之（1・2）
- 天道会五代目会長の付き人：大山大介（1・2）
- 天道会伊達組組員：冨永竜（2）
- 天道会顧問弁護士 原島悟：津田寛治（2）

大東亜団
- 大東亜団総長 明神良成（元・天道会若頭補佐明神組組長）：哀川翔（2）
- 初代東仁連合総長 丹羽竜二：小沢和義（1・2）
- 二代目東仁連合総長 中田和樹：松田一三（1・2）
- 四代目東仁連合総長 マサキ：遠藤要（1・2）
- 四代目東仁連合メンバー ヨシキ：阿部亮平（1）
- 四代目東仁連合メンバー トモキ：溝呂木賢（1）
- 四代目東仁連合メンバー アキラ：木田佳介（1・2）
- 四代目東仁連合メンバー ショウ：碓井将大（1・2）
- 柴崎清志（元・天道会柴崎組組長）：永倉大輔（1・2）
- 大東亜団幹部 小林勇樹：遠藤章造（ココリコ）（1・2）
- 元少年A 早田忍：高岡奏輔（1・2）

東北神竜会
- 東北神竜会川辺組若頭 槙野甲介（天道会若頭補佐織田征司の兄弟分）：大沢樹生（1・2）

警察
- 警視庁組織犯罪対策部 部長 笠原五郎：渡辺哲（1・2）
- 警視庁組織犯罪対策部 課長 安岡洋一：赤井英和（1・2）
- 警視庁組織犯罪対策部 主任 穂積宏：IZAM（1・2）

財界
- 「ホテルロイヤルサン」オーナー 香田学：本田博太郎（1・2）
- 遠山凪（香田学の実娘）：堀田茜（1・2）
- 遠山咲（凪の母）：鶴田さやか（1）

政界
- 元・経済産業大臣 正岡茂治：岡崎二朗（1・2）
- 正岡茂治の側近：桑田昭彦（1・2）
- 経済産業省 官僚 磯山大悟：日向丈（1・2）

その他
- 焼き鳥屋「鳥源」大将 河島源（天道会鷲尾一馬の元兄貴分）：六平直政（1・2）
- 焼き鳥屋「鳥源」大将の娘 河島すみれ：中山こころ（1・2）
- キャバクラ店店長：川原英之（1）
- パチンコ屋店主：品川祐（品川庄司）（1）
- パチンコ客：宮崎貴久（1）
- 酒屋の大将：迫英雄（1）
- ホスト：諸星和己（1）
- ホストの女：岸明日香（1）
- 武器商人 日向源吉：成瀬正孝（1・2）
- 中山キョウスケ（天道会舎弟頭兵頭組組長兵頭護の妹の夫、四代目東仁連合総長マサキと知り合い）：舘昌美（1）
- 中山静江（天道会舎弟頭兵頭組組長兵頭護の妹）（1・2）
- ラーメン屋の大将：SHU（2）

### スタッフ
- 監督・脚本：藤原健一
- 製作：及川次雄（コンセプトフィルム）・人見剛史（オールイン エンタテインメント）
- 企画：木山雅仁
- 脚本：藤原健一
- 脚本協力：木山雅仁
- 撮影・照明：今井哲郎
- 録音：山口勉
- 美術：村上輝彦
- 衣裳：赤瀬菜穂（DEXI）
- ヘアメイク：中尾あい
- 助監督：伊藤一平
- 制作担当：大西裕
- 音楽：與語一平
- 編集：石井塁（映像寿司）
- 音響効果：藤本淳
- 特殊造形：土肥良成
- CG：川村翔太
- アクション：坂田龍平
- 監督補：石川二郎
- 制作主任：冨田大作
- 制作進行：島崎真人
- アクションコーディネーター：ワイルドスタント
- ガンエフェクト：近藤佳典（アニーガンサービス）
- 車輌：ドルフィンズ
- 録音スタジオ：シンクワイヤー
- スチール：中居挙子
- 公式ホームページ：アジンコート
- 主題歌「CONFLICT 〜蛍よ永遠に」歌・作詞・作曲：Rio
- 挿入歌「さらば」歌・作詞・作曲：Rio
- 衣裳協力：Roen produced by HIROMU TAKAHARA
- 制作プロダクション：ANGLE
- 配給・宣伝：オールイン エンタテインメント
- 宣伝：avex management
- 配給・宣伝協力：ユナイテッドエンタテインメント
- 製作・発売元：「最大の抗争」製作委員会
- 販売元：オールイン エンタテインメント

## オリジナルビデオ版
第三章から第八章までオリジナルビデオ『CONFLICT 〜最大の抗争〜』としてDVD発売。

### キャスト
六代目天道会
- 天道会六代目会長 鷲尾一馬：小沢仁志（3-8） / 若き日の鷲尾一馬：北代高士（3）
- 天道会若頭 伊達組組長 伊達宗継：中野英雄（3・4）
- 天道会筆頭若頭補佐 織田組組長 織田征治：的場浩司（3・4）
- 天道会若頭補佐 沖田組組長 沖田正平：本宮泰風（3-8）
- 天道会若頭補佐 倉田組組長 倉田徹也：山口祥行（3-8）
- 天道会鷲尾組本部長 遠藤組組長 遠藤亘：元木大介（3・4）
- 天道会相談役 大谷組副組長 村田勝次：工藤俊作（3-5）
- 天道会系組員：森了蔵（3）
- 天道会沖田組組員 滝山修二：友和（3・4）
- 天道会顧問弁護士 原島悟：津田寛治（3・4）

阪王会
- 三代目阪王会会長 鬼塚重孝：布施博（3・4）
- 三代目阪王会若頭 三浦組組長 三浦悟：龍坐（3・4）
- 三代目阪王会明神組組長 明神秋成：金子昇（3・4・5・6）
- 沖田正平の妹マナミの男 清武拓馬（元・阪王会明神組若頭、清武三兄弟の長兄、東仁連合ヨシキの兄）：阿部亮平（3・4）
- 元・三代目阪王会明神組組員 清武浩市（清武三兄弟 聖也の兄）：一ノ瀬ワタル（3・4）
- 元・三代目阪王会明神組組員 清武聖也（清武三兄弟 浩市の弟）：黒石高大（3・4）
- 明神紗矢（明神秋成の妹）：島村みやこ（3・4・5・6）
- 三代目阪王会明神組組員 崔明進：上西雄大（3・4）（※二役）
- 四代目阪王会会長 薮田大吉：松田賢二（7・8）
- 四代目阪王会若頭 竹原真幸：木村知貴（7・8）

鷲尾組
- 鷲尾組組員 殿井卓也：SHU（4・5・6・7）
- 鷲尾組組員：森了蔵（5・6）
- 鷲尾組組員：タケタリーノ山口（4・5・6）
- 鷲尾組組員：幕雄仁（5・6）
- 天道会相談役 大谷組若頭 村田弘治：工藤俊作（6・7）
- 元・天道会織田組若頭 八木勘吉：上西雄大（6・7・8）（※二役）
- 鷲尾組組員 平賀：金時むすこ（7）

東北 尽誠会
- 二代目尽誠会会長 澤田幸彦：坂本つとむ（5・6）
- 二代目尽誠会系門田組組長 門田絋考：吉見征樹（5）
- 二代目尽誠会系門田組若頭 岸健夫：田谷亘司（5）

四国 平松一家
- 平松一家組長 平松元治：ガラかつとし（7）
- 平松一家若頭 上山勝：藤本タケ（7）

広島 真島会
- 真島会会長 柴山克人：月登（8）
- 真島会若頭？ ∶草刈真司郎（8）

政治結社 日本統合舎
- 日本統合舎 首魁 東条秀幸：島津健太郎（5・6・7・8）
- 日本統合舎 上杉健作(スーツの男)：武田幸三（5・6・7・8）
- 日本統合舎 スーツの男：藤原シンユウ（5・6）
- 日本統合舎 総務部 桐谷信二(スーツの男)：贈人（5・6）
- 日本統合舎 実務部 部長 ケンモチサトシ：山崎直樹（7・8）

警察
- 警視庁 組織犯罪対策部 主任 刑事 穂積宏：IZAM（3-8）
- 警視庁 刑事 白石啓介：河本タダオ（3・6・7・8）
- 警視庁 警視総監 増田俊樹：山本竜二（3・4）
- 警視庁 警視総監 笠原吾郎：渡辺哲（7・8）

財界
- ホテルロイヤルサン副社長 逸見孝弘：岡安泰樹（3）
- 関西経済連合会会長 久保剛一（正岡茂治の門下生）：飯島大介（3・4）

政界
- 経済産業省 統合リゾート開発部部長 西澤秀光：岡田謙（3）
- 経済産業大臣 正岡浩治（正岡茂治の息子)：義田貴士（3・4）
- 山形吉衛（30年前 政財界の黒幕）：小西博之（5・6・7・8）
- 内閣総理大臣 阿南憲蔵（元・山形吉衛の秘書）：半海一晃（5・6・7・8）
- 鷹山春雄（元・山形吉衛の秘書）：関根大学（5・6・7）
- 東信夫（阿南憲蔵の秘書）：ほんこん（5・6・7・8）
- 加藤玄（鷹山春雄の秘書）：仁科貴（5・6・7・8）

その他
- まなみ（沖田正平の妹）：葉加瀬マイ（3）
- 焼き鳥屋「鳥源」大将 河島源（天道会鷲尾一馬の元兄貴分）：六平直政（3・4）
- 焼き鳥屋「鳥源」大将の娘 河島すみれ：中山こころ（3・4）
- ラーメン屋の大将 殿井卓也：SHU（3・4）
- ラーメン屋店員 遠藤亘（元・天道会沖田組組員）：元木大介（3・4）
- 解体屋 前川雅人（元・天道会織田組若頭、破門されて1年）：河合寛之（3・4）
- ジャーナリスト 鷲尾君江（一馬の姉）：秋本奈緒美（3・4） / 若き日の鷲尾君江：古川藍（3・4）
- 岡崎信二（鷲尾君江の情報屋）：波岡一喜（3・4）
- 武器商人 日向源吉：成瀬正孝（3・4・6）
- 鷲尾一馬の主治医 日野義之：松村雄基（3・4）
- 医師 永岡正義：ルー大柴（5）
- ヨンジャ（クラブのママ）：平塚千瑛（5・6）
- カン・ソヨン（歌手、ギョングの妹）：チャ・ヒヨン（5・6）
- カン・ギョング（ソウルで一番の組織「インヨン」No2）：ヨシムラケンイチ（5・6・7・8）
- 焼き鳥屋「鳥源」二代目大将 大谷幸三(元天道会大谷組組長）：菅田俊（6・7・8）
- ソン・ドンウ（インヨンのボス）：鳥肌実（7・8）

### スタッフ
- 監督：藤原健一
- 製作：及川次雄（コンセプトフィルム）（3・4）
- 営業総括：人見剛史（オールイン エンタテインメント）（3・4）→鈴木祐介（オールイン エンタテインメント）（5・6・7・8）
- プロデューサー：河野博明（オールイン エンタテインメント）・一力健鬼（3・4）→一力健鬼（5・6）→大岩良江（クイーンズカンパニー）・藤原健一（7・8）
- 脚本：能登秀美・藤原健一（3・4）→神木雄司・藤原健一（5・6）→神木雄司（7・8）
- 撮影：今井哲郎（3・4）→松宮学（5・6）→中尾正人（7・8）
- 照明：中尾正人（7・8）
- 録音：沼田和夫（3・4・5・6）→山口勉（7・8）
- 美術：大島政幸
- 衣裳：椎名倉平（3・4・5・6）→大石幸平（7・8）
- ヘアメイク：坂口佳那恵（3・4）タナカ・ミホ（5・6）→坂口佳那恵（7・8）
- アクションコーディネーター：坂田龍平（ワイルドスタンド）（3・4）
- ガンエフェクト：芦野広忠（3・4）→近藤佳徳（5・6）→浅生マサヒロ（7・8）
- スチール：中居挙子・池田岳史・石井真人・高橋卓也
- 助監督：冨田大策（3・4・5・6）→柿原利幸（7・8）
- 音楽：與語一平
- 編集：石井塁（3・4）→藤原健一・石井塁（5・6）→石川二郎（7・8）
- 音響効果：藤本淳
- 特殊造形：土肥良成（4）
- CG：川村翔太・須山珠帆
- 制作主任：躰中洋蔵
- 制作進行：館林剛太郎
- 車輌：横山広之
- スタント：近藤知行、久保翔、小座間洋人、三枝達也、大澤雅貴、森口竜三、佐藤幹、小林彪雅、鬼塚貴士
- 主題歌「CONFLICT 〜蛍よ永遠に」歌・作詞・作曲：Rio
- 挿入歌「さらば」歌・作詞・作曲：Rio
- 挿入歌「うるむ月夜」歌・作詞・作曲：Rio（4）
- エンディングテーマ「さらば」歌・作詞・作曲：Rio（3）
- 車両協力：恵比寿バニラ
- 衣裳協力：BBCO / Eye's Press / OWDEN / Seacret Remedy / YUENN EYE WEAR
- 企画：オールイン エンタテインメント
- 制作協力：ANGLE
- 製作：コンセプトフィルム

## DVDリリース
| タイトル                              | ジャケットコピー                        | セルリリース日 |
| ------------------------------------- | --------------------------------------- | -------------- |
| CONFLICT 〜最大の抗争〜 第一章 勃発編 | 最大の抗争が始まった!                   | 2016年07月01日 |
| CONFLICT 〜最大の抗争〜 第二章 終結編 | 最大の抗争はまだ──終わらない!           | 2016年08月05日 |
| CONFLICT 〜最大の抗争〜 第三章 壊滅   | 後戻りできない破滅への序曲              | 2018年10月25日 |
| CONFLICT 〜最大の抗争〜 第四章 逆襲編 | 最大のヤクザ抗争、いよいよ終焉。        | 2018年11月25日 |
| CONFLICT 〜最大の抗争〜 第五章        | 地獄の底から這い上がる、男たちの地と絆─ | 2019年06月25日 |
| CONFLICT 〜最大の抗争〜 第六章        | 因縁よ、我が覇道の一部となれ─           | 2019年07月25日 |
| CONFLICT 〜最大の抗争〜 第七章        | 多くの犠牲を覚悟して進む道─             | 2019年10月25日 |
| CONFLICT 〜最大の抗争〜 第八章        | 鷲尾一馬 VS 鷲尾組                      | 2019年12月25日 |

### DVD-BOX
- CONFLICT 〜最大の抗争〜 DVD BOX（2019年2月25日、オールインエンタテインメント）5枚組
  - CONFLICT 〜最大の抗争〜 第一章 勃発編
  - CONFLICT 〜最大の抗争〜 第二章 終結編
  - CONFLICT 〜最大の抗争〜 第三章
  - CONFLICT 〜最大の抗争〜 第四章
  - CONFLICT 〜最大の抗争〜 Making

Makingは「第一章 勃発編」「第二章 終結編」のメイキングを収録。

## CONFLICT 〜最大の抗争〜 外伝 織田征仁
織田同志会会長織田征仁を演じる的場浩司主演のオリジナルビデオ。的場浩司俳優生活30周年記念作品。2019年発売。全2巻。

### ストーリー
横浜の狂犬・織田征仁（的場浩司）が天道会若頭補佐鷲尾組組長鷲尾一馬（小沢仁志）に出会い、天道会入りするまでの物語。舞台は、2016年劇場公開映画『CONFLICT 〜最大の抗争〜』の前の横浜である。

### キャスト
横浜 織田同志会
- 織田同志会会長 織田征仁：的場浩司
- 織田同志会副会長：萩野崇
- 織田同志会構成員 杉田晋作：青木玄徳
- 織田同志会構成員 トノさん：SHU
- 織田同志会構成員 源治：冨永竜
- 織田同志会構成員：品川拓哉

天道会
- 天道会若頭 近藤組組長 近藤正敏：片桐竜次
- 天道会本部長 兵頭組組長 兵頭護：渡辺裕之
- 天道会最高顧問 河島組組長 河島源：六平直政
- 天道会若頭補佐 織田組組長 織田慶次（織田征仁の実兄）：宅麻伸（※友情出演）
- 天道会 ヨシムラ：軍司眞人
- 天道会若頭補佐 鷲尾組組長 鷲尾一馬：小沢仁志
- 天道会若頭補佐 柴崎組組長 柴崎清志：永倉大輔
- 天道会若頭補佐 梅本組組長 梅本孝也：宮川浩明
- 天道会若頭補佐 明神組組長 明神良成（服役中）
- 天道会柴崎組若頭 松浦竜一：舘昌美
- 天道会鷲尾組組員 滝山修二：友和
- 天道会織田組若頭 八木勘吉（織田組組長織田慶次の運転手）：上西雄大

東北 尽誠会
- 尽誠会会長 澤田庄吉：吉田祐健
- 尽誠会会長澤田庄吉の付き人 ヒラツカ

尽誠会 横浜 神谷組
- 尽誠会系神谷組組長 神谷昴：宮本大誠（1）
- 尽誠会系神谷組若頭 清水章治：高原知秀（1）
- 尽誠会系神谷組組員 タケウチ：崔哲浩（1）

三東会
- 三東会会長 熊田治夫（天道会鷲尾一馬と兄弟分）：古井榮一
- 三東会若頭 田川組組長 田川康彦：森羅万象
- 三東会田川組組員 サクマ（三東会田川組長の運転手、東仁連合OB）：寺中寿之（2）

東仁連合
- 東仁連合メンバー：木田佳介（2）
- 東仁連合メンバー：奥村雄二（2）

警察
- 刑事 白石啓二：河本タダオ（2）

その他
- サヤ（織田兄弟と幼馴染）：島村みやこ
- すみれ（天道会最高顧問河島組組長河島源の娘）：中山こころ
- マリ（ホステス）：彩川ひなの
- 店長（織田征仁がオーナーの店）：佐藤藍子

### スタッフ
- 監督・編集：藤原健一
- 製作：及川次雄（コンセプトフィルム）
- 営業統括：人見剛史（オールイン エンタテインメント）
- プロデューサー：一力健鬼、角田陸（オールイン エンタテインメント）
- 脚本：神木雄司、藤原健一
- 撮影：今井哲郎
- 録音：山口勉
- 美術：大島政幸
- 衣装：椎名倉平
- ヘア・メイク：唐澤知子
- アクション：坂田龍平
- 助監督：内田直之
- 制作担当：泉知良
- ガンエフェクト：芦野広忠・田村卓海（1）、近藤佳徳（2）
- 音楽：與語一平
- 音響効果：藤本淳（1）
- 効果：藤本淳（2）
- CG：川村翔太、須山珠帆
- スチール：中居挙子
- 監督助手：冨田大策、江尻大
- キャスティング協力：唐木沢良美
- 車両：村井京太
- 主題歌「CONFLICT 〜蛍よ永遠に」歌・作詞・作曲：Rio
- 挿入歌「さらば」歌・作詞・作曲：Rio（2）
- 制作協力：ANGLE
- 製作・発売元：コンセプトフィルム
- 販売元：オールイン エンタテインメント

### DVDリリース
| タイトル                                     | ジャケットコピー                                                     | セルリリース日 |
| -------------------------------------------- | -------------------------------------------------------------------- | -------------- |
| CONFLICT 〜最大の抗争〜 外伝 織田征仁        | 孤高のカリスマが、 日本最大のヤクザ組織に牙を剥く─。                 | 2019年04月25日 |
| CONFLICT 〜最大の抗争〜 外伝 織田征仁 第二章 | さらば兄弟─。日本一の狂犬と、 日本最大のヤクザ組織が辿る哀しき末路。 | 2019年05月25日 |